# Uczelnia Collegium Intermarium
Uczelnia Collegium Intermarium – uczelnia utworzona 29 kwietnia 2021 z siedzibą w Warszawie, związana z Ordo Iuris oraz Fundacją Edukacja dla Wartości. Pierwszy rok akademicki na Uczelni został zainaugurowany 1 października 2021 roku.
Oferuje studia prawnicze oraz studia podyplomowe na kierunkach, które nie mają swoich odpowiedników na polskich uczelniach.
Celem uczelni jest promowanie konserwatywnych idei w Europie.
Przez pierwsze cztery lata istnienia uczelni, studia na jednolitych studiach magisterskich rozpoczęło łącznie 19 studentów (2021 – 15 osób, 2022 – 3 osoby, 2023 – 1 osoba, 2024 – nikt nie podjął kszałcenia).

## Historia
Powstanie uczelni zostało zainaugurowane podczas konferencji naukowej z udziałem ówczesnego Ministra Edukacji i Nauki Przemysława Czarnka oraz gości z ośrodków akademickich z Polski i innych krajów Europy Środkowo-Wschodniej. Wydarzenie odbyło się 28 maja 2021 r. w Centralnej Bibliotece Rolniczej w Warszawie.
Nazwa uczelni nawiązuje do łac. Intermarium, mającego swoje źródło w czasach Rzeczypospolitej Obojga Narodów, jako określenia dla doktryny polityki zagranicznej.

## Misja i wartości
Misją Collegium Intermarium jest edukacja oparta na klasycznych wartościach cywilizacji europejskiej: rzymskiej kulturze prawnej, greckiej filozofii i etyce chrześcijańskiej. Jej zadaniem jest stworzenie platformy międzynarodowej debaty i badań dotyczących kluczowych wyzwań społecznych, prawnych i ekonomicznych. Zarząd uczelni podkreśla, że placówka umożliwia prowadzenie wolnej, naukowej dyskusji, gdzie „nie zważa się na próby cenzury oświaty”.

## Władze uczelni

### Aktualne władze uczelni
Opracowano na podstawie materiału źródłowego.
- prezydent:
- wiceprezydent:
- przewodniczący rady powierniczej: adw. Jerzy Kwaśniewski
- prorektor ds. kształcenia, dziekan wydziału prawa: dr Filip Ludwin
- pełnomocnik do spraw równego traktowania i niedyskryminacji: Dr Bawer Aondo-Akaa

### Rektorzy
Opracowano na podstawie materiału źródłowego.
- od 30 kwietnia 2021 do 29 października 2021 – dr Tymoteusz Zych
- od 29 października 2021 do marca 2024 – adw. dr Bartosz Lewandowski, prof. Collegium Intermarium
- od marca 2024 – dr Artur Górecki, prof. Collegium Intermarium

## Struktura i wydziały
Opracowano na podstawie materiału źródłowego.

### Wydziały
- Prawo

### Jednostki działające przy uczelni
- Centrum Badań nad Integracją Europejską
- Centrum Badań nad Technikami Manipulacji Społecznej
- Centrum Badań nad Rodziną i Demografią
- Centrum Badań nad Wolną i Suwerenną Gospodarką
- Centrum Badań nad Sztuczną Inteligencją

### Filie
Opracowano na podstawie materiału źródłowego.
- Filia Uczelni w Lublinie
- Filia Uczelni w Poznaniu

## Kierunki kształcenia
Opracowano na podstawie materiału źródłowego.
Studia jednolite magisterskie:
- Prawo

LL.M:
- LL.M in Human Rights and International Dispute Resolution

Studia podyplomowe:
- Zarządzanie organizacjami pozarządowymi
- Nowoczesne metody dowodowe
- Etyka cnót i realnego dobra w dobie ponowoczesności
- Zarządzanie procesami zakupowymi w nowoczesnej organizacji
- Europa klasyczna: polityka – kultura – sztuka debaty
- Narzędzia zwalczania cyberprzestępczości
- Wielkie teksty cywilizacji łacińskiej: lektura – komentarz – dialog

## Działalność studencka
Na Uczelni funkcjonuje samorząd studencki powołany w marcu 2022 roku.

## Partnerzy

### Uczelnie
- francuski Instytut Nauk Społecznych, Ekonomicznych i Politycznych (ISSEP)[18]

- Akademia Zamojska[19]

### Organizacje pozarządowe
Opracowano na podstawie materiału źródłowego.
- Ośrodek Analiz Cegielskiego
- Konfederacja Inicjatyw Pozarządowych Rzeczypospolitej
- Ordo Iuris
- Stowarzyszenie Studenci dla Rzeczypospolitej
- Instytut Poznański
- Instytut Suwerennej
- Towarzystwo Gimnastyczne „Sokół” w Lublinie
- Fundacja św. Benedykta